# Petit-duc du Pérou
Megascops roboratus
Espèce
Synonymes
- Otus roboratus Bangs & Noble, 1918
(protonyme)

Statut de conservation UICN

 LC  : Préoccupation mineure
Statut CITES
Le Petit-duc du Pérou (Megascops roboratus) est une espèce d'oiseaux de la famille des Strigidae.

## Répartition
Cette espèce vit en Équateur et au Pérou.

## Sous-espèces
D'après la classification de référence du Congrès ornithologique international (v. 14.1), le Petit-duc du Pérou possède 2 sous-espèces (ordre phylogénique) :
- Megascops roboratus pacificus (Hekstra, 1982) ;
- Megascops roboratus roboratus (Bangs & Noble, 1918).

## Annexe